# Светско првенство у атлетици у дворани 1999 — бацање кугле за жене
Бацање кугле у женској конкуренцији на Светском првенству у атлетици у дворани 1999. у Маебашију Јапан одржано је 6. марта.
Титулу освојену у Паризу 1997 бранила је Вита Павлиш из Украјине.

## Земље учеснице
Учествовала је 10 такмичарки из 8 земаља.
1. Јапан (1)
2. Кина (1)
3. Куба (1)
4. Немачка (1)
5. Пољска (1)
6. Русија (2)
7. САД (2)
8. Украјина (1)

## Освајачи медаља
| Освајачи медаља    |                   |            |  |  |  |  |
|                    |                   |            |  |  |  |  |
|                    |                   |            |  |  |  |  |
|                    |                   |            |  |  |  |  |
| Светлана Кривељова | Кристина Данилчик | Teri Steer |  |  |  |  |
| Русија             | Пољска            | САД        |  |  |  |  |

## Рекорди
14. март 1999.
| Рекорди пре почетка Светског првенства 1999. | Рекорди пре почетка Светског првенства 1999. | Рекорди пре почетка Светског првенства 1999. | Рекорди пре почетка Светског првенства 1999. | Рекорди пре почетка Светског првенства 1999. | Рекорди пре почетка Светског првенства 1999. |
| -------------------------------------------- | -------------------------------------------- | -------------------------------------------- | -------------------------------------------- | -------------------------------------------- | -------------------------------------------- |
| Светски рекорд                               | 22,50                                        | Хелена Фибингерова                           | Чехословачка                                 | Јаблонец, Чехословачка                       | 19. фебруар 1977.                            |
| Рекорд светских првенстава                   | 20,54                                        | Суј Шинмеј                                   | Кина                                         | Севиља, Шпанија                              | 10. март 1991.                               |
| Најбољи резултат сезоне                      | 21,15                                        | Ирина Коржаренко                             | Русија                                       | Москва, Русија                               | 18. фебруар 1999.                            |
| Европски рекорд                              | 22,50                                        | Хелена Фибингерова                           | Чехословачка                                 | Јаблонец, Чехословачка                       | 19. фебруар 1977.                            |
| Северноамерички рекорд                       | 19,83                                        | Рамона Пагел                                 | Сједињене Државе                             | Инглвуд, САД                                 | 20. фебруар 1987.                            |
| Јужноамерички рекорд                         |                                              |                                              |                                              |                                              |                                              |
| Афрички рекорд                               |                                              |                                              |                                              |                                              |                                              |
| Азијски рекорд                               | 21,10                                        | Ли Мејсу                                     | Кина                                         | Пекинг, Кина                                 | 3. март 1990.                                |
| Океанијски рекорд                            |                                              |                                              |                                              |                                              |                                              |

## Најбољи резултати у 1999. години
Пет најбољих атлетичарки године у бацању кугле у дворани пре почетка првенства (5. марта 1999), имале су следећи пласман.
| 1. | Ирина Коржаренко   | Русија           | 21,15 | 18. фебруар |
| 2. | Светлана Кривељова | Русија           | 20,69 | 22. јануар  |
| 3. | Треса Томпсон      | Сједињене Државе | 19,44 | 19. фебруар |
| 4. | Надин Клајнерт     | Немачка          | 19,32 | 31. јануар  |
| 5. | Кристина Данилчик  | Пољска           | 19,26 | 21. фебруар |
| 6. | Teri Steer         | Сједињене Државе | 19,04 | 19. фебруар |
| 7. | Ана Романова       | Русија           | 18,84 | 14. фебруар |
| 8. | Елена Хила         | Румунија         | 18,73 | 27. фебруар |
| 9. | Кони Прајс-Смит    | Сједињене Државе | 18,62 | 27. фебруар |

Такмичарке чија су имена подебљана учествују на СП 1999.

## Сатница
| Датум         | Време | Ниво   |
| ------------- | ----- | ------ |
| 6. март 1999. | 14:30 | Финале |

Сва времена су по локалном времену (UTC+7)

## Резултати

### Финале
Такмичење је одржано 6. марта 1999. године у 14:30 по локалном времену.,,
| Пласман | Атлетичарка        | Земља      | ЛР     | ЛРС    | #1    | #2    | #3    | #4    | #5    | #6    | Резултат | Белешке |
| ------- | ------------------ | ---------- | ------ | ------ | ----- | ----- | ----- | ----- | ----- | ----- | -------- | ------- |
| 1.      | Вита Павлиш        | Украјина   | 21,69о | 20,68  | 20,72 | 21,43 | 20,26 | 20,91 | 20,68 | 21,39 | 21,43    | Диск.1  |
| 2.      | Ирина Коржаненко   | Русија     | 21,15  | 21,15  | 20,56 |       |       | 20,18 |       |       | 20,56    | Диск.1  |
|         | Светлана Кривељова | Русија     | 21,06о | 20,69  | 18,16 | x     | 19,08 | 18,52 | 18,87 | x     | 19,08    |         |
|         | Кристина Данилчик  | Белорусија | 19,42о | 19,26  | x     | 19,00 | x     | 18,53 | x     | 18,28 | 19,00    |         |
|         | Teri Steer         | САД        | 19,04  | 19,04  | 17,56 | 18,86 | 18,72 | x     | 18,84 | x     | 18,86    |         |
| 4.      | Кони Прајс-Смит    | САД        | 19,60о | 18,65  | 18,48 | x     | 18,82 | x     | 18,43 | 18,47 | 18,82    | ЛРС     |
| 5.      | Надин Клајнерт     | Немачка    | 19,32  | 19,32  | 18,33 | x     | 18,17 | 18,42 | 18,51 | 18,39 | 18,51    |         |
| 6.      | Јумилеиди Кумба    | Куба       | 19,20о | 19,03о | x     | 17,29 | 17,73 | x     | x     | 17,80 | 17,80    |         |
| 7.      | Ли Мејсу           | Кина       | 21,76о |        | 16,41 | 16,63 | x     |       |       |       | 16,63    |         |
| 8.      | Јоко Тојонага      | Јапан      |        |        | 15,55 | 15,39 | 15,73 |       |       |       | 15,73    |         |

1 Победница Вита Павлиш (Украјина) и другопласирана Ирина Коржаненко (Русија) дисквалификоване су а медаље су им одузете, јер су биле позитивне на допинг тесту.